# 奥拉萨古蒂亚
奥拉萨古蒂亚（西班牙語：Olazagutía）是西班牙纳瓦拉的一个市镇。总面积19平方公里，总人口1649人（2001年），人口密度87人/平方公里。